# Eljudnir
Eljudnir, Eljudner eller Eljudne (norrønt: Éljúðnir) er i nordisk mytologi navnet på Hels hal beliggende i Niflheim, der beskrevet i kapitel 54 i Snorri Sturlusons Yngre Edda, i først del,Gylfaginning (Gylves forblændelse). Navnet Éljúðnir er norrønt og betyder ifølge amerikanske oversætter Jesse Byock "sprøjtet med snestorme" eller "fugtig af regn" eller "fugtig af slud" Andre forsøg på oversættelser er blandt andet 'den af byger fugtigklamme'; af él- og úðnir, af úði, fin støvregn), og af Jesper Lauridsen som "Regnråd" i hans oversættelse og gendigtning af Den Yngre Edda udgivet 2013-2017.

## Beskrivelse
Hallen er beskrevet som havende en dørstærskel, der på norrønt kaldes Fallanda Forað, og som oversat til dansk kaldes "Faldende-Fare" eller "Faldende-Rædsel", eller "falde til sin rædsel", en seng ved navn Kǫr, der er norrønt for "sygeleje", og som har et forhæng kaldet kaldet Blíkjandabǫl, der betyder "Broget ulykke", "Glimtende ulykke", eller "Strålende mén". Udover dette har Hel i sin tronsal et fad kaldet Hunger og en kniv kaldet Sultr, som er norrønt for Sult. I visse danske oversættelser er fadet Sult blevet oversat med bordet Sult, men dette er ikke korrekt, da den originale tekst på norrønt lyder: Hungr diskr hennar, direkte oversat: "hendes fad/tallerken Hunger".